# Troisième district congressionnel de Virginie
Le 3e district congressionnel de Virginie est un district, desservant les villes indépendantes de Norfolk, Newport News, Hampton, Portsmouth et une partie de la ville indépendante de Chesapeake. Le district est représenté par le Démocrate Bobby Scott. Il est majoritairement minoritaire, compte un électorat majoritairement noir et est fortement démocrate.
En 1788, le 3e district comprenait toute la Virginie moderne, y compris et à l'ouest des comtés de Carroll, Floyd, Roanoke, Botetourt, Augusta et Rockingham. Il comprenait également ce qui est aujourd'hui le Comté de Pendleton, en Virginie-Occidentale, ainsi que le tiers sud de la Virginie-Occidentale qui, en 1788, était entièrement le Comté de Greenbrier. Cette zone qui compte aujourd'hui environ 48 comtés et 13 villes indépendantes ne comptait en 1788 que neuf comtés.
Lors du recensement de 1790, cette zone comptait 66 045 habitants. Pour les élections au Congrès de 1792, le nombre de districts du Congrès en Virginie est passé de 10 à 19. Le seul comté qui est resté dans le 3e district était le Comté de Pendleton. Les comtés de Harrison, Randolph, Hardy, Hampshire, Monongalia et Ohio, tous maintenant en Virginie occidentale, faisaient également partie du district. C'était tout le nord de la Virginie occidentale, à l'exception de la région de l'extrême est de l'enclave. La population du nouveau district en 1790 était de 30 145 habitants.
Le recensement de 1800 a conduit à une nouvelle augmentation des districts congressionnels de Virginie en 1802. Le 3e district a de nouveau été déplacé, cette fois vers ce qui était alors les comtés de Frederick et Shenandoah en Virginie, qui, outre ces comtés, comprenaient également les comtés modernes de Clarke, Warren et une partie de Page.[9] Le nouveau 3e comptait 38 767 habitants en 1800.
Entre la fin de la guerre civile et 1993, le 3e district était un district relativement compact centré sur Richmond. La configuration actuelle du district remonte à 1993, lorsque le Ministère de la Justice a ordonné à la Virginie de créer un district majoritairement minoritaire. À cette époque, des portions des anciens 1er, 2e, 3e et 4e districts sont regroupées pour créer un nouveau 3e district.
Le redécoupage de 2012 de l'Assemblée générale de Virginie a été jugé inconstitutionnel, en partie à cause du gerrymandering racial, et remplacé par une carte ordonnée par le tribunal le 16 janvier 2016 pour les élections de 2016,,,,,,. De 1993 à 2016, le 3e avait couvert la plupart des quartiers à majorité noire dans et autour de Hampton Roads et de Richmond. La carte établie par le tribunal a déplacé la zone proche de Richmond vers le 4e district.

## Historique de vote
| Année | Poste                 | Résultats                         |
| ----- | --------------------- | --------------------------------- |
| 1996  | Président             | Clinton 72,0 % – 22,0 %           |
| 1996  | Sénat                 | Warner 72,0 % – 28,0 %            |
| 1997  | Gouverneur            | Beyer 67,0 % – 31,0 %             |
| 1997  | Lieutenant-Gouverneur | Payne (en) 66,0 % – 28,0 %        |
| 1997  | Procureur Général     | Dolan 64,0 % – 36,0 %             |
| 2000  | Président             | Gore 66,0 % – 32,0 %              |
| 2000  | Sénat                 | Robb 67,0 % – 33,0 %              |
| 2001  | Gouverneur            | Warner 71,0 % – 28,0 %            |
| 2001  | Lieutenant-Gouverneur | Kaine 73,0 % – 26,0 %             |
| 2001  | Procureur Général     | McEachin 63,0 % – 37,0 %          |
| 2004  | Président             | Kerry 66,0 % – 33,0 %             |
| 2008  | Président             | Obama 76,0 % – 24,0 %             |
| 2012  | Président             | Obama 79,0 % – 20,0 %             |
| 2013  | Gouverneur            | McAuliffe 75,0 % – 19,0 % – 5,0 % |
| 2013  | Lieutenant-Gouverneur | Northam 79,0 % – 20,0 %           |
| 2013  | Procureur Général     | Herring (en) 77,0 % – 23,0 %      |
| 2014  | Sénat                 | Warner 77,0 % – 21,0 %            |
| 2016  | Président             | Clinton 63,0 % – 32,0 %           |
| 2017  | Gouverneur            | Northam 68,0 % – 31,0 %           |
| 2018  | Sénat                 | Kaine 70,0 % – 28,0 %             |
| 2020  | Président             | Biden 67,0 % – 31,0 %             |
| 2021  | Gouverneur            | McAuliffe 61,0 % – 37,0 %         |

## Liste des Représentants du district
| Membre                          | Parti                      | Années                            | Congrès     | Histoire électorale |
| ------------------------------- | -------------------------- | --------------------------------- | ----------- | --- |
| District établit le 4 mars 1789 |                            |                                   |             | |
| Andrew Moore (en)               | Anti-Administration        | 4 mars 1789 - 3 mars 1793         | 1re , 2e    | Élu en 1789. Réélu en 1790. Redécoupage vers le 2e district. |
| Joseph Neville                  | Anti-Administration        | 4 mars 1793 - 3 mars 1795         | 3e          | Élu en 1793. Perd sa réélection. |
| George Jackson (en)             | Républicain-Démocrate      | 4 mars 1795 - 3 mars 1797         | 4e          | Élu en 1795. Perd sa réélection. |
| James Machir (en)               | Fédéraliste                | 4 mars 1797 - 3 mars 1799         | 5e          | Élu en 1797. Retrait. |
| George Jackson (en)             | Républicain-Démocrate      | 4 mars 1799 - 3 mars 1803         | 6e , 7e     | Élu en 1799. Réélu en 1801. Redécoupage vers le 1er district et retrait |
| John Smith (en)                 | Républicain-Démocrate      | 4 mars 1803 - 3 mars 1815         | 8e - 13e    | Redécoupage depuis le 1er district et réélu en 1803. Réélu en 1805. Réélu en 1807. Réélu en 1809. Réélu en 1811. Réélu en 1813. Retrait. |
| Henry S. Tucker (en)            | Républicain-Démocrate      | 4 mars 1815 - 3 mars 1819         | 14e , 15e   | Élu en 1815. Réélu en 1817. Retrait. |
| Jared Williams (en)             | Républicain-Démocrate      | 4 mars 1819 - 3 mars 1823         | 16e , 17e   | Élu en 1819. Réélu en 1821. Redécoupage vers le 17e district. |
| William S. Archer (en)          | Républicain-Démocrate      | 4 mars 1823 - 3 mars 1825         | 18e - 23e   | Redécoupage depuis le 17e district et réélu en 1823. Réélu en 1825. Réélu en 1827. Réélu en 1829. Réélu en 1831. Réélu en 1833. Perd sa réélection. |
| William S. Archer (en)          | Jacksonien (en)            | 4 mars 1825 - 3 mars 1835         | 18e - 23e   | Redécoupage depuis le 17e district et réélu en 1823. Réélu en 1825. Réélu en 1827. Réélu en 1829. Réélu en 1831. Réélu en 1833. Perd sa réélection. |
| John W. Jones (en)              | Jacksonien (en)            | 4 mars 1835 - 3 mars 1837         | 24e - 27e   | Élu en 1835. Réélu en 1837. Réélu en 1839. Réélu en 1841. Redécoupage vers le 6e district. |
| John W. Jones (en)              | Démocrate                  | 4 mars 1837 - 3 mars 1843         | 24e - 27e   | Élu en 1835. Réélu en 1837. Réélu en 1839. Réélu en 1841. Redécoupage vers le 6e district. |
| Walter Coles (en)               | Démocrate                  | 4 mars 1843 - 3 mars 1845         | 28e         | Redécoupage depuis le 6e district et réélu en 1843. Retrait. |
| William M. Tredway (en)         | Démocrate                  | 4 mars 1845 - 3 mars 1847         | 29e         | Élu en 1845. Perd sa réélection. |
| Thomas S. Flournoy (en)         | Whig                       | 4 mars 1847 - 3 mars 1849         | 30e         | Élu en 1847. Perd sa réélection. |
| Thomas H. Avrett (en)           | Démocrate                  | 4 mars 1849 - 3 mars 1853         | 31e , 32e   | Élu en 1849. Réélu en 1851. Perd sa réélection. |
| John S. Caskie (en)             | Démocrate                  | 4 mars 1853 - 3 mars 1859         | 33e - 35e   | Redécoupage depuis le 6e district et réélu en 1853. Réélu en 1855. Réélu en 1857. Perd sa réélection. |
| Daniel C. DeJarnette Sr. (en)   | Démocrate Indépendant (en) | 4 mars 1859 - 3 mars 1861         | 36e         | Élu en 1859. Démissionne. |
| District Inactif                | District Inactif           | 4 mars 1861 - 27 janvier 1870     | 37e - 40e   | Guerre de Sécession et Reconstruction |
| Charles H. Porter (en)          | Républicain                | 27 janvier 1870 - 3 mars 1873     | 41e , 42e   | Élu en 1870. Retrait. |
| John A. Smith (en)              | Républicain                | 4 mars 1873 - 3 mars 1875         | 43e         | Élu en 1872. Perd sa réélection. |
| Gilbert C. Walker (en)          | Démocrate                  | 4 mars 1875 - 3 mars 1879         | 44e , 45e   | Élu en 1874. Réélu en 1876. Retrait. |
| Joseph E. Johnston              | Démocrate                  | 4 mars 1879 - 3 mars 1881         | 46e         | Élu en 1878. Retrait. |
| George D. Wise (en)             | Démocrate                  | 4 mars 1881 - 11 avril 1890       | 47e - 51e   | Élu en 1880. Réélu en 1882. Réélu en 1884. Réélu en 1886. Élection invalidée. |
| Edmund Waddill Jr. (en)         | Républicain                | 12 avril 1890 - 3 mars 1891       | 51e         | Élu en 1890. Retrait. |
| George D. Wise (en)             | Démocrate                  | 4 mars 1891 - 3 mars 1895         | 52e , 53e   | Élu en 1890. Réélu en 1892. Retrait. |
| Tazewell Ellett (en)            | Démocrate                  | 4 mars 1895 - 3 mars 1897         | 54e         | Élu en 1894. Perd sa réélection. |
| John Lamb (en)                  | Démocrate                  | 4 mars 1897 - 3 mars 1913         | 55e - 62e   | Élu en 1896. Réélu en 1898. Réélu en 1900. Réélu en 1902. Réélu en 1904. Réélu en 1906. Réélu en 1908. Réélu en 1910. Perd sa réélection. |
| Andrew J. Montague (en)         | Démocrate                  | 4 mars 1913 - 3 mars 1933         | 63e - 72e   | Élu en 1912. Réélu en 1914. Réélu en 1916. Réélu en 1918. Réélu en 1920. Réélu en 1922. Réélu en 1924. Réélu en 1926. Réélu en 1928. Réélu en 1930. Redécoupage vers le district at-large.                                                                   |
| District inactif                | District inactif           | 4 mars 1933 - 3 janvier 1935      | 73e         | |
| Andrew J. Montague (en)         | Démocrate                  | 3 janvier 1935 - 24 janvier 1937  | 74e , 75e   | Élu en 1934. Réélu en 1936. Décès. |
| Vacant                          | Vacant                     | 24 janvier 1937 - 2 novembre 1937 | 75e         | |
| David E. Satterfield Jr. (en)   | Démocrate                  | 2 novembre 1937 - 15 février 1945 | 75e - 79e   | Élu pour terminer le mandat de Montague. Réélu en 1938. Réélu en 1940. Réélu en 1942. Démissionne. |
| Vacant                          | Vacant                     | 15 février 1945 - 6 mars 1945     | 79e         | |
| J. Vaughan Gary (en)            | Démocrate                  | 6 mars 1945 - 3 janvier 1965      | 79e - 88e   | Élu pour terminer le mandat de Satterfield. Réélu en 1944. Réélu en 1946. Réélu en 1948. Réélu en 1950. Réélu en 1952. Réélu en 1954. Réélu en 1956. Réélu en 1958. Réélu en 1960. Réélu en 1962. Retrait.                                                   |
| David E. Satterfield III (en)   | Démocrate                  | 3 janvier 1965 - 3 janvier 1981   | 89e - 96e   | Élu en 1964. Réélu en 1966. Réélu en 1968. Réélu en 1970. Réélu en 1972. Réélu en 1974. Réélu en 1976. Réélu en 1978. Retrait. |
| Thomas J. Billey Jr. (en)       | Républicain                | 3 janvier 1981 - 3 janvier 1993   | 97e - 102e  | Élu en 1980. Réélu en 1982. Réélu en 1984. Réélu en 1986. Réélu en 1988. Réélu en 1990. Redécoupage vers le 7e district. |
| Bobby Scott                     | Démocrate                  | 3 janvier 1993 - Présent          | 103e - 118e | Élu en 1992. Réélu en 1994. Réélu en 1996. Réélu en 1998. Réélu en 2000. Réélu en 2002. Réélu en 2004. Réélu en 2006. Réélu en 2008. Réélu en 2010. Réélu en 2012. Réélu en 2014. Réélu en 2016. Réélu en 2018. Réélu en 2020. Réélu en 2022. Réélu en 2024. |

## Résultats des récentes élections
Voici les résultats des dix précédents cycles électoraux dans le district.

### 2004
| Élection de 2004 du 3e district congressionnel de Virginie | Élection de 2004 du 3e district congressionnel de Virginie | Élection de 2004 du 3e district congressionnel de Virginie | Élection de 2004 du 3e district congressionnel de Virginie | Élection de 2004 du 3e district congressionnel de Virginie |
| ---------------------------------------------------------- | ---------------------------------------------------------- | ---------------------------------------------------------- | ---------------------------------------------------------- | ---------------------------------------------------------- |
| Parti                                                      | Parti                                                      | Candidat                                                   | Votes                                                      | %                                                          |
|                                                            | Démocrate                                                  | Bobby Scott (sortant)                                      | 159 373                                                    | 69,3                                                       |
|                                                            | Républicain                                                | Winsome E. Sears                                           | 70 194                                                     | 30,5                                                       |
|                                                            | Write-In                                                   | Write-In                                                   | 325                                                        | 0,1                                                        |
| Total des votes                                            | Total des votes                                            | Total des votes                                            | 229 892                                                    | 100 %                                                      |
|                                                            | Les Démocrates conservent                                  |                                                            |                                                            |                                                            |

### 2006
| Élection de 2006 du 3e district congressionnel de Virginie | Élection de 2006 du 3e district congressionnel de Virginie | Élection de 2006 du 3e district congressionnel de Virginie | Élection de 2006 du 3e district congressionnel de Virginie | Élection de 2006 du 3e district congressionnel de Virginie |
| ---------------------------------------------------------- | ---------------------------------------------------------- | ---------------------------------------------------------- | ---------------------------------------------------------- | ---------------------------------------------------------- |
| Parti                                                      | Parti                                                      | Candidat                                                   | Votes                                                      | %                                                          |
|                                                            | Démocrate                                                  | Bobby Scott (sortant)                                      | 133 546                                                    | 96,1                                                       |
|                                                            | Write-In                                                   | Write-In                                                   | 5 448                                                      | 3,9                                                        |
| Total des votes                                            | Total des votes                                            | Total des votes                                            | 138 994                                                    | 100 %                                                      |
|                                                            | Les Démocrates conservent                                  |                                                            |                                                            |                                                            |

### 2008
| Élection de 2008 du 3e district congressionnel de Virginie | Élection de 2008 du 3e district congressionnel de Virginie | Élection de 2008 du 3e district congressionnel de Virginie | Élection de 2008 du 3e district congressionnel de Virginie | Élection de 2008 du 3e district congressionnel de Virginie |
| ---------------------------------------------------------- | ---------------------------------------------------------- | ---------------------------------------------------------- | ---------------------------------------------------------- | ---------------------------------------------------------- |
| Parti                                                      | Parti                                                      | Candidat                                                   | Votes                                                      | %                                                          |
|                                                            | Démocrate                                                  | Bobby Scott (sortant)                                      | 239 911                                                    | 97,0                                                       |
|                                                            | Write-In                                                   | Write-In                                                   | 7 377                                                      | 3,0                                                        |
| Total des votes                                            | Total des votes                                            | Total des votes                                            | 247 288                                                    | 100 %                                                      |
|                                                            | Les Démocrates conservent                                  |                                                            |                                                            |                                                            |

### 2010
| Élection de 2010 du 3e district congressionnel de Virginie | Élection de 2010 du 3e district congressionnel de Virginie | Élection de 2010 du 3e district congressionnel de Virginie | Élection de 2010 du 3e district congressionnel de Virginie | Élection de 2010 du 3e district congressionnel de Virginie |
| ---------------------------------------------------------- | ---------------------------------------------------------- | ---------------------------------------------------------- | ---------------------------------------------------------- | ---------------------------------------------------------- |
| Parti                                                      | Parti                                                      | Candidat                                                   | Votes                                                      | %                                                          |
|                                                            | Démocrate                                                  | Bobby Scott (sortant)                                      | 114 754                                                    | 70,0                                                       |
|                                                            | Républicain                                                | C. L. "Chuck" Smith Jr.                                    | 44 553                                                     | 27,2                                                       |
|                                                            | Indépendant                                                | John D. Kelly                                              | 2 039                                                      | 1,2                                                        |
|                                                            | Libertarien                                                | James J. Quigley                                           | 2 383                                                      | 1,5                                                        |
|                                                            | Write-In                                                   | Write-In                                                   | 171                                                        | 0,1                                                        |
| Total des votes                                            | Total des votes                                            | Total des votes                                            | 163 900                                                    | 100 %                                                      |
|                                                            | Les Démocrates conservent                                  |                                                            |                                                            |                                                            |

### 2012
| Élection de 2012 du 3e district congressionnel de Virginie | Élection de 2012 du 3e district congressionnel de Virginie | Élection de 2012 du 3e district congressionnel de Virginie | Élection de 2012 du 3e district congressionnel de Virginie | Élection de 2012 du 3e district congressionnel de Virginie |
| ---------------------------------------------------------- | ---------------------------------------------------------- | ---------------------------------------------------------- | ---------------------------------------------------------- | ---------------------------------------------------------- |
| Parti                                                      | Parti                                                      | Candidat                                                   | Votes                                                      | %                                                          |
|                                                            | Démocrate                                                  | Bobby Scott (sortant)                                      | 259 199                                                    | 81,3                                                       |
|                                                            | Républicain                                                | Dean Longo                                                 | 58 931                                                     | 18,5                                                       |
|                                                            | Write-In                                                   | Write-In                                                   | 806                                                        | 0,3                                                        |
| Total des votes                                            | Total des votes                                            | Total des votes                                            | 318 936                                                    | 100 %                                                      |
|                                                            | Les Démocrates conservent                                  |                                                            |                                                            |                                                            |

### 2014
| Élection de 2014 du 3e district congressionnel de Virginie | Élection de 2014 du 3e district congressionnel de Virginie | Élection de 2014 du 3e district congressionnel de Virginie | Élection de 2014 du 3e district congressionnel de Virginie | Élection de 2014 du 3e district congressionnel de Virginie |
| ---------------------------------------------------------- | ---------------------------------------------------------- | ---------------------------------------------------------- | ---------------------------------------------------------- | ---------------------------------------------------------- |
| Parti                                                      | Parti                                                      | Candidat                                                   | Votes                                                      | %                                                          |
|                                                            | Démocrate                                                  | Bobby Scott (sortant)                                      | 139 197                                                    | 94,4                                                       |
|                                                            | Write-In                                                   | Write-In                                                   | 8 205                                                      | 5,6                                                        |
| Total des votes                                            | Total des votes                                            | Total des votes                                            | 147 402                                                    | 100 %                                                      |
|                                                            | Les Démocrates conservent                                  |                                                            |                                                            |                                                            |

### 2016
| Élection de 2010 du 3e district congressionnel de Virginie | Élection de 2010 du 3e district congressionnel de Virginie | Élection de 2010 du 3e district congressionnel de Virginie | Élection de 2010 du 3e district congressionnel de Virginie | Élection de 2010 du 3e district congressionnel de Virginie |
| ---------------------------------------------------------- | ---------------------------------------------------------- | ---------------------------------------------------------- | ---------------------------------------------------------- | ---------------------------------------------------------- |
| Parti                                                      | Parti                                                      | Candidat                                                   | Votes                                                      | %                                                          |
|                                                            | Démocrate                                                  | Bobby Scott (sortant)                                      | 208 337                                                    | 66,7                                                       |
|                                                            | Républicain                                                | Marty Williams                                             | 103 289                                                    | 33,1                                                       |
|                                                            | Write-In                                                   | Write-In                                                   | 714                                                        | 0,2                                                        |
| Total des votes                                            | Total des votes                                            | Total des votes                                            | 312 340                                                    | 100 %                                                      |
|                                                            | Les Démocrates conservent                                  |                                                            |                                                            |                                                            |

### 2018
| Élection de 2018 du 3e district congressionnel de Virginie | Élection de 2018 du 3e district congressionnel de Virginie | Élection de 2018 du 3e district congressionnel de Virginie | Élection de 2018 du 3e district congressionnel de Virginie | Élection de 2018 du 3e district congressionnel de Virginie |
| ---------------------------------------------------------- | ---------------------------------------------------------- | ---------------------------------------------------------- | ---------------------------------------------------------- | ---------------------------------------------------------- |
| Parti                                                      | Parti                                                      | Candidat                                                   | Votes                                                      | %                                                          |
|                                                            | Démocrate                                                  | Bobby Scott (sortant)                                      | 198 615                                                    | 91,2                                                       |
|                                                            | Write-In                                                   | Write-In                                                   | 19 107                                                     | 8,8                                                        |
| Total des votes                                            | Total des votes                                            | Total des votes                                            | 217 722                                                    | 100 %                                                      |
|                                                            | Les Démocrates conservent                                  |                                                            |                                                            |                                                            |

### 2020
| Élection de 2020 du 3e district congressionnel de Virginie | Élection de 2020 du 3e district congressionnel de Virginie | Élection de 2020 du 3e district congressionnel de Virginie | Élection de 2020 du 3e district congressionnel de Virginie | Élection de 2020 du 3e district congressionnel de Virginie |
| ---------------------------------------------------------- | ---------------------------------------------------------- | ---------------------------------------------------------- | ---------------------------------------------------------- | ---------------------------------------------------------- |
| Parti                                                      | Parti                                                      | Candidat                                                   | Votes                                                      | %                                                          |
|                                                            | Démocrate                                                  | Bobby Scott (sortant)                                      | 233 326                                                    | 68,4                                                       |
|                                                            | Républicain                                                | John Collick                                               | 107 299                                                    | 31,4                                                       |
|                                                            | Write-In                                                   | Write-In                                                   | 736                                                        | 0,2                                                        |
| Total des votes                                            | Total des votes                                            | Total des votes                                            | 341 361                                                    | 100 %                                                      |
|                                                            | Les Démocrates conservent                                  |                                                            |                                                            |                                                            |

### 2022
La Primaire Démocrate a été annulée. Bobby Scott (D-Sortant) avance vers l'Élection Générale.
| Primaire Républicaine de 2022 du 3e district congressionnel de Virginie | Primaire Républicaine de 2022 du 3e district congressionnel de Virginie | Primaire Républicaine de 2022 du 3e district congressionnel de Virginie | Primaire Républicaine de 2022 du 3e district congressionnel de Virginie | Primaire Républicaine de 2022 du 3e district congressionnel de Virginie |
| ----------------------------------------------------------------------- | ----------------------------------------------------------------------- | ----------------------------------------------------------------------- | ----------------------------------------------------------------------- | ----------------------------------------------------------------------- |
| Parti                                                                   | Parti                                                                   | Candidat                                                                | Votes                                                                   | %                                                                       |
|                                                                         | Républicain                                                             | Terry Namkung                                                           | 6 293                                                                   | 60,5                                                                    |
|                                                                         | Républicain                                                             | Theodore Engquist                                                       | 4 116                                                                   | 39,5                                                                    |

| Élection de 2022 du 3e district congressionnel de Virginie | Élection de 2022 du 3e district congressionnel de Virginie | Élection de 2022 du 3e district congressionnel de Virginie | Élection de 2022 du 3e district congressionnel de Virginie | Élection de 2022 du 3e district congressionnel de Virginie |
| ---------------------------------------------------------- | ---------------------------------------------------------- | ---------------------------------------------------------- | ---------------------------------------------------------- | ---------------------------------------------------------- |
| Parti                                                      | Parti                                                      | Candidat                                                   | Votes                                                      | %                                                          |
|                                                            | Démocrate                                                  | Bobby Scott (sortant)                                      | 139 659                                                    | 67,4                                                       |
|                                                            | Républicain                                                | Terry Namkung                                              | 67 668                                                     | 32,6                                                       |
| Total des votes                                            | Total des votes                                            | Total des votes                                            | 207 327                                                    | 100 %                                                      |
|                                                            | Les Démocrates conservent                                  |                                                            |                                                            |                                                            |

### 2024
Les Primaires Démocrates et Républicaines ont été annulées. Bobby Scott (D-Sortant) et John Sitka III (R) avancent vers l'Élection Générale.
| Élection de 2024 du 3e district congressionnel de Virginie | Élection de 2024 du 3e district congressionnel de Virginie | Élection de 2024 du 3e district congressionnel de Virginie | Élection de 2024 du 3e district congressionnel de Virginie | Élection de 2024 du 3e district congressionnel de Virginie |
| ---------------------------------------------------------- | ---------------------------------------------------------- | ---------------------------------------------------------- | ---------------------------------------------------------- | ---------------------------------------------------------- |
| Parti                                                      | Parti                                                      | Candidat                                                   | Votes                                                      | %                                                          |
|                                                            | Démocrate                                                  | Bobby Scott (sortant)                                      | TBD                                                        | TBD                                                        |
|                                                            | Républicain                                                | John Sitka III                                             | TBD                                                        | TBD                                                        |
| Total des votes                                            | Total des votes                                            | Total des votes                                            | TBD                                                        | 100 %                                                      |
|                                                            |                                                            |                                                            |                                                            |                                                            |

## Frontières historiques du district
Le 3e district de Virginie a débuté en 1788 et couvrait les comtés de Botetourt, Rockbridge, Montgomery, Greenbrier, Washington, Augusta, Russell, Rockingham et Pendleton.

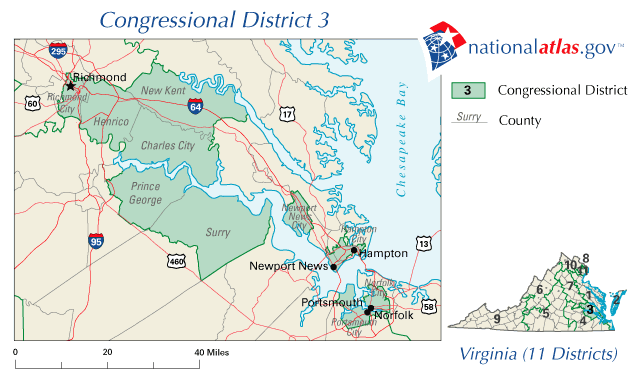
2003 - 2013

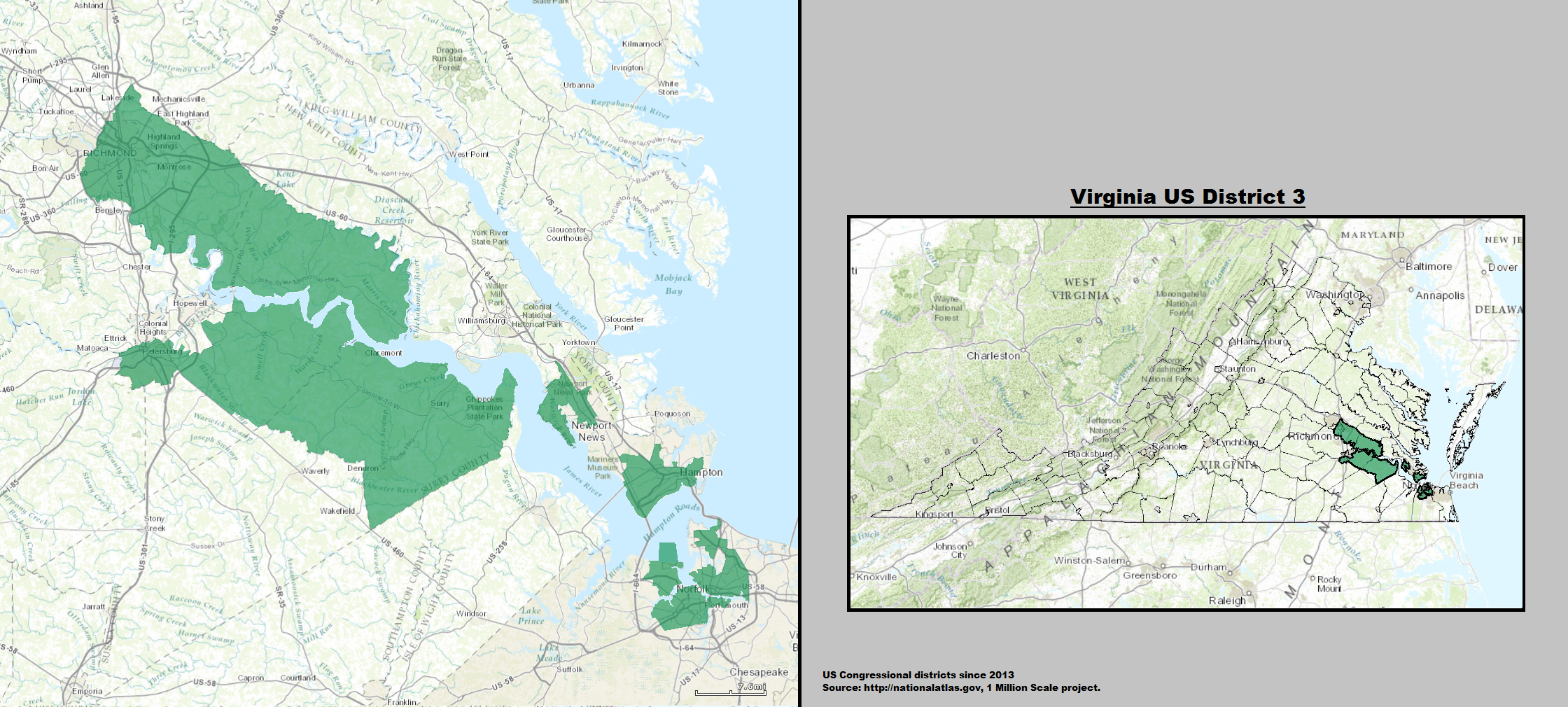
2013 - 2017

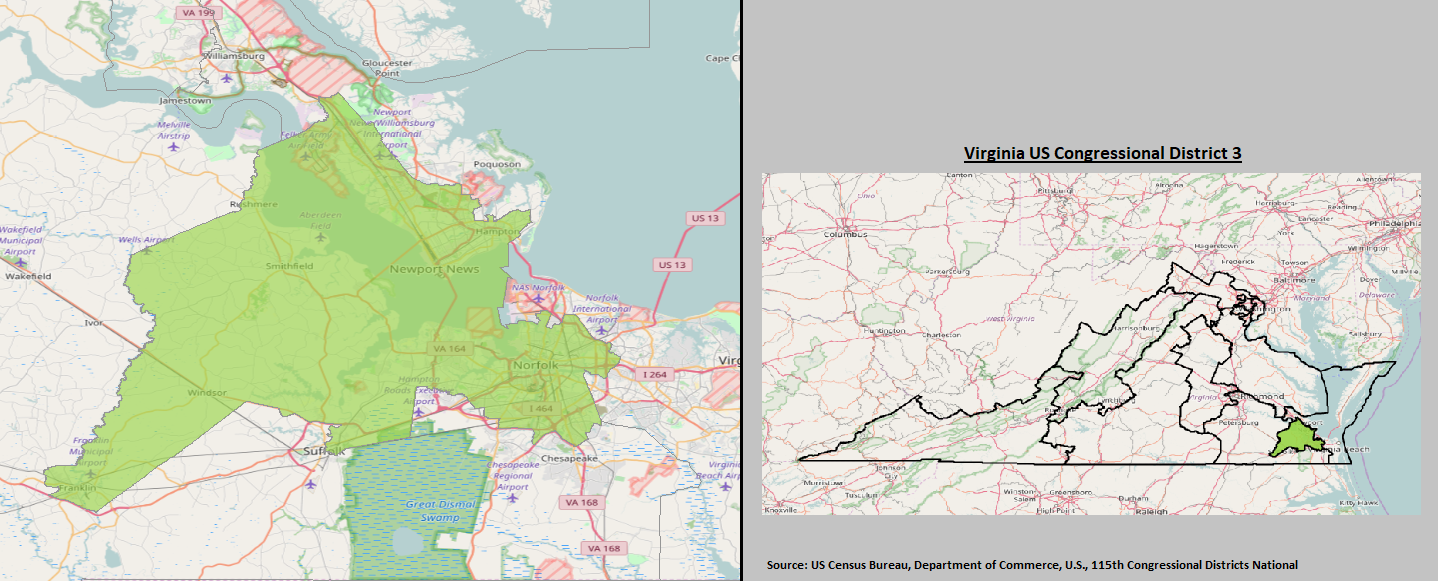
2017 - 2023